# Eva Niestrath-Berger
Eva Niestrath-Berger (geb. Berger) (* 8. März 1914 in Wallerfangen; † 1. Januar 1993 in Hagen) war eine deutsche Bildhauerin.

## Leben

### Werdegang

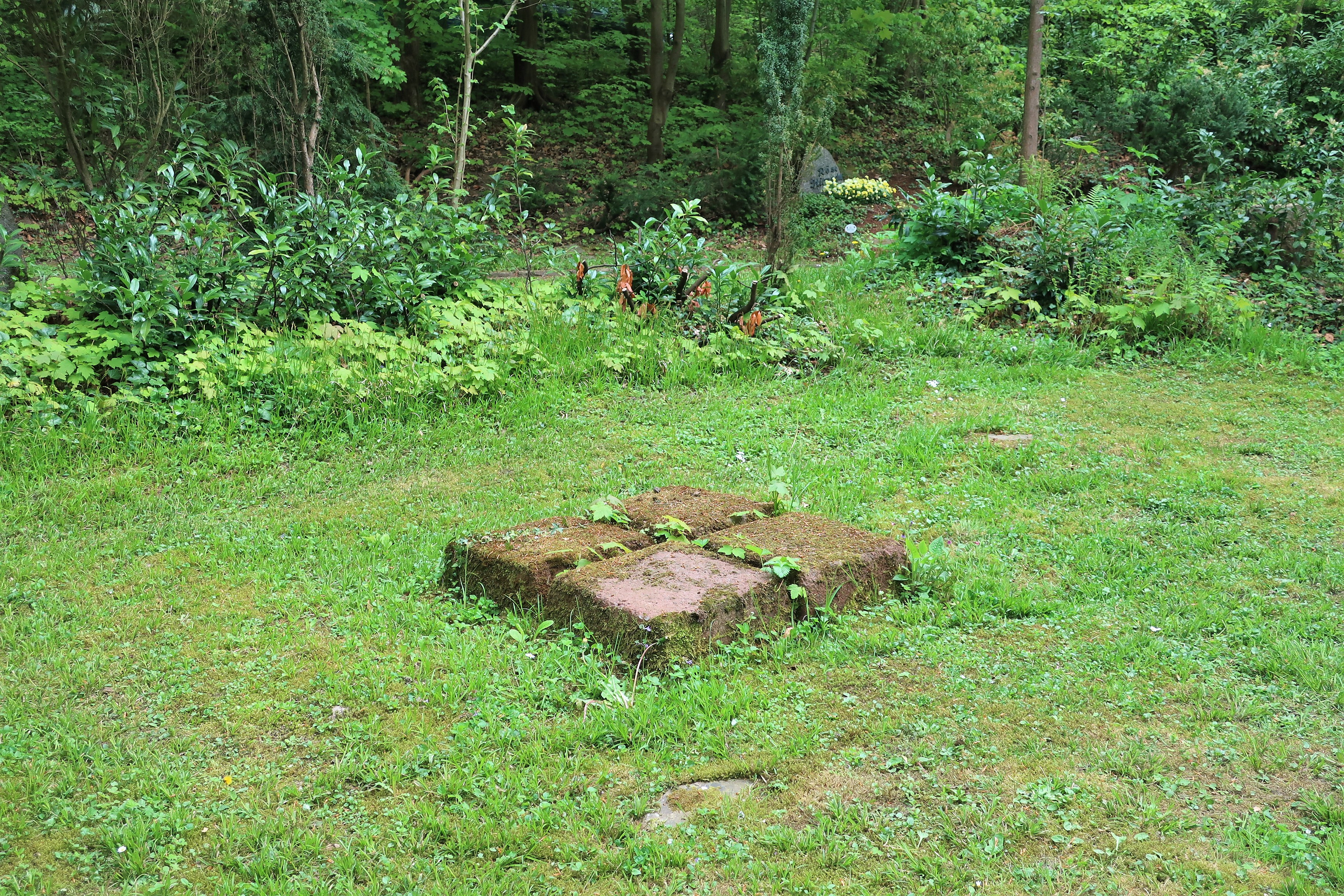
Grabstätte des Ehepaars Niestrath

Eva Niestrath-Berger wurde 1914 in Wallerfangen an der Saar geboren und wuchs seit 1918 in Dortmund auf.
Sie beendete 1922 die Volksschule und erlernte den Beruf einer Pelznäherin.
Aus Unsicherheit und weil sie der Meinung war, ein ungenügendes Talent zu besitzen, entschied sie sich gegen den Besuch der Werkkunstschule Dortmund. Erst in Verbindung mit ihrem wachsenden Selbstvertrauen strebte sie später an, nachdem sie während des Zweiten Weltkriegs mit Ton gearbeitet hatte, Bildhauerin zu werden; nach Kriegsende war die Werkkunstschule allerdings geschlossen, sodass sie von 1945 bis 1947 eine Ausbildung beim Bildhauer Friedrich Becker in Herdecke erhielt. Von 1947 bis 1949 setzte sie ihre Ausbildung an der Schule für Bildende und Angewandte Kunst Dortmund fort, die 1947 von Hans Tombrock in Hörde gegründet worden war, und lernte dort den Bildhauer Karel Niestrath kennen.
Seit 1949 arbeitete sie gemeinsam mit Karel Niestrath, den sie 1951 heiratete und seitdem in Hagen lebte, in dessen Atelier, bis sie sich 1959 ein eigenes Atelier im Haus Busch in Hagen einrichtete. Von 1959 bis 1961 hielt sie sich längere Zeit im Burgund in Frankreich auf.
Ihre Werke wurden auch überregional bekannt und angekauft, unter anderem vom New Yorker Cooper-Hewitt-Museum.
Gemeinsam mit ihrem Ehemann leitete sie die Bildhauerklasse der Werkkunstschule Dortmund; zu ihren Schülern gehörten unter anderem die Bildhauer Klaus Noculak und Bernhard Paura (1939–2023).
Sie pflegte unter anderem eine Freundschaft zum Maler Karl Fritz Friedrich.
Die Grabstätte des Künstlerpaares befindet sich auf dem Hagener Friedhof Delstern im Bereich der Ehrengrabstätten.
Ihr Nachlass ging an die Galerie Walzinger in Saarlouis.

### Künstlerisches Wirken

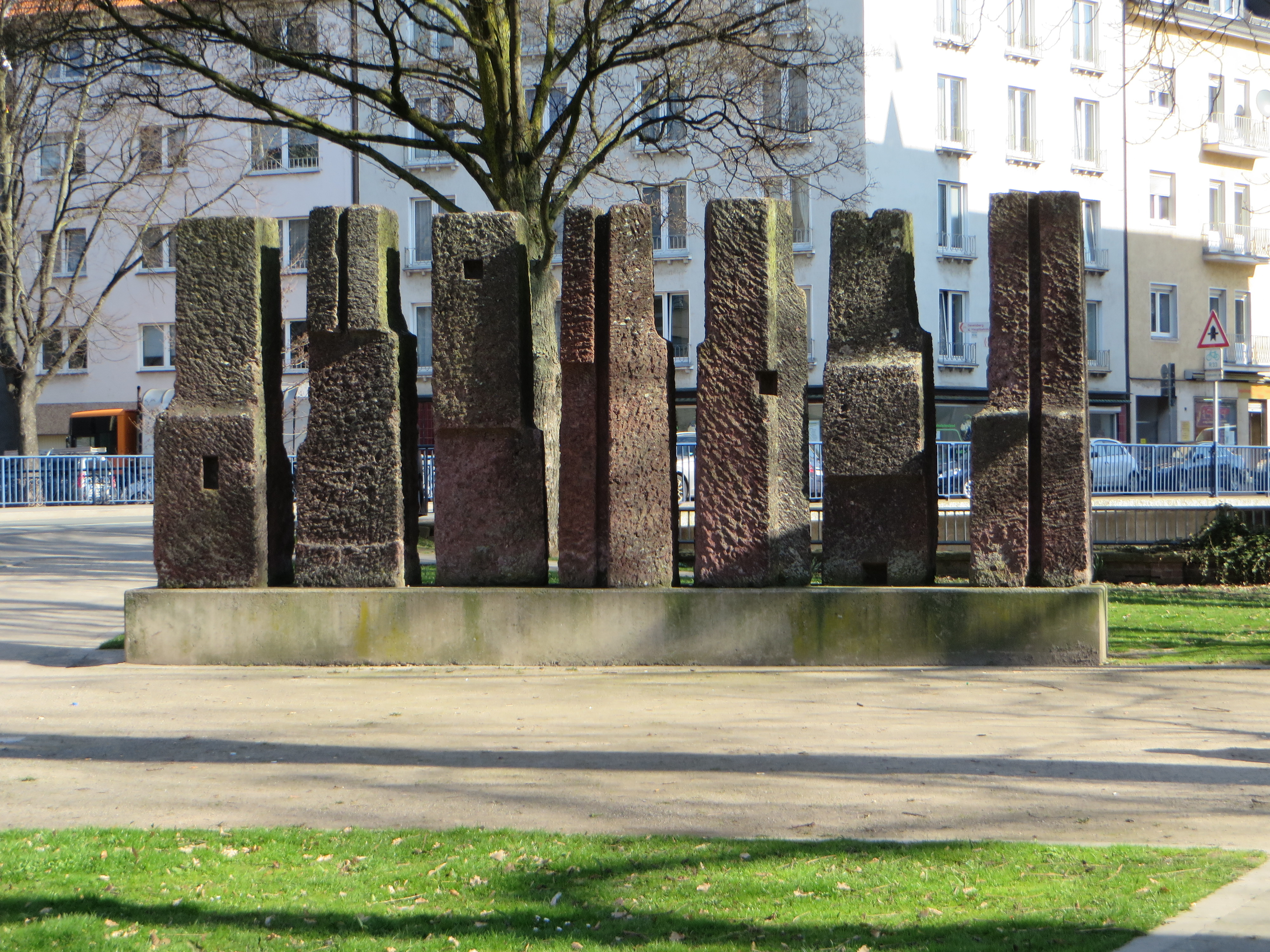
Skulpturengruppe aus Rotlava im Dr.-Ferdinand-David-Park in Hagen-Mitte

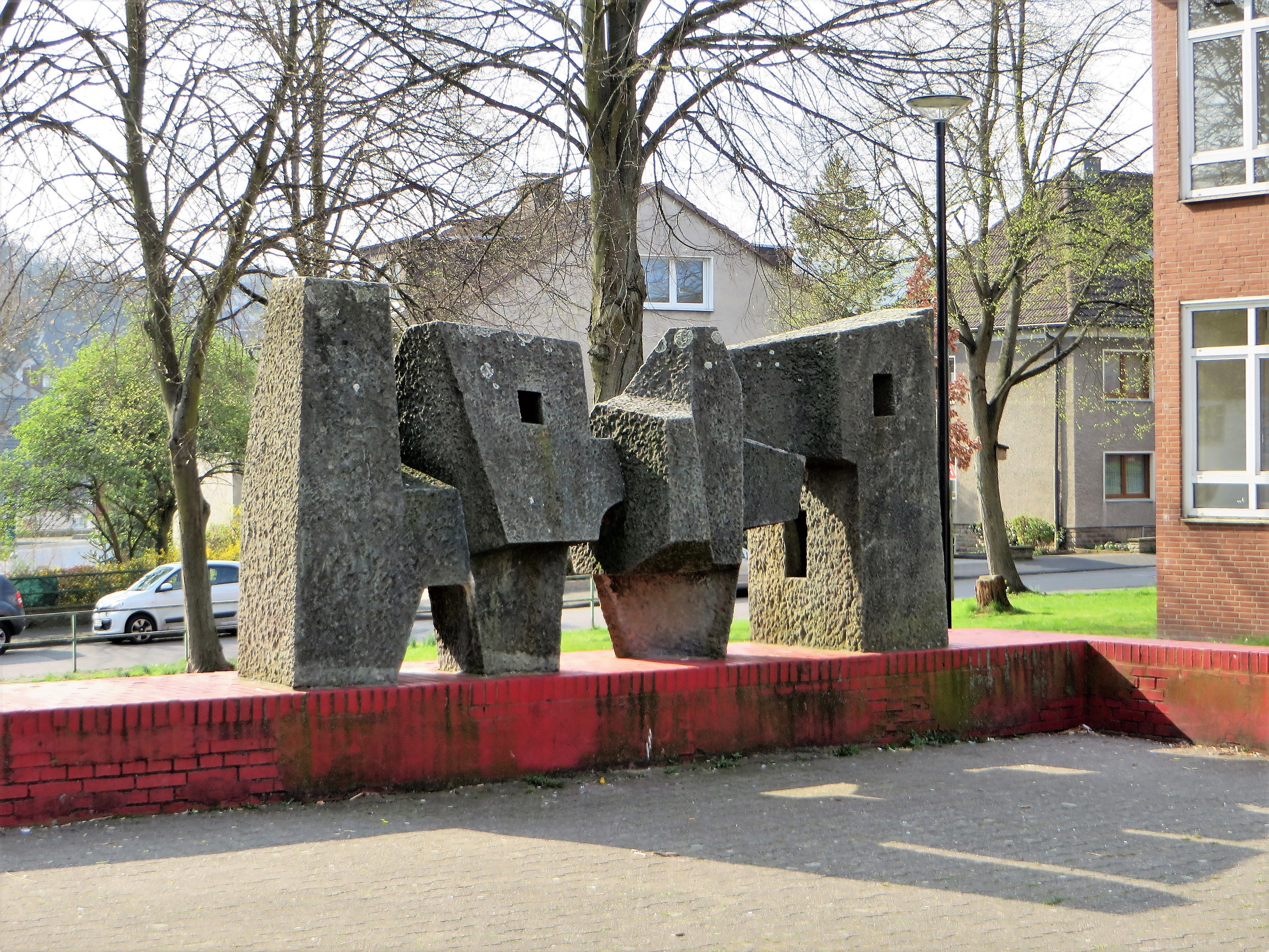
Skulptur aus Anröchter Kalksandstein im Hagener Stadtteil Hohenlimburg, Hauptschule Wachtelweg 19-21

Eva Niestrath-Berger erhielt bis Anfang der 1980er Jahre etwa 20 Großobjekte in Stein und Bronze an öffentlichen Bauaufträgen. In den 1980er Jahren ging sie auch zur Geländegestaltung über, weil sie nicht nur einfach eine Plastik unvermittelt vor den Betrachter hinstellen wollte, sondern die Plastik sollte im Gesamtraum integriert werden, die Menschen mit ihnen leben, sie anfassen und mit dem ganzen Körper spüren können; unter anderem hat sie sich hierbei von 1978 bis 1982 bei der Fußgängerzonengestaltung in Hagen verwirklicht.
Ihre anfängliche Arbeit stand zunächst unter dem Einfluss des Expressionisten Karel Niestrath, allerdings fühlte sie sich nie als Expressionistin, da ihre Werke eher statischer, zurückhaltender Art waren; durch Fritz Wotruba kam sie dann zur Abwendung vom Gegenständlichen.
Sie schuf 1952 das Katzentier, das mit dem Neubau der Kemminghauser Grundschule entstand und ursprünglich als Spielobjekt diente.
1959 begann sie mit ihrer konkreten Grafik, in die sie serielle und später auch skripturale Elemente einbaute, die für ihr weiteres Werk bestimmend blieben, ebenso wie die Besinnung auf das Erfahrungsfeld absoluter Ästhetik in immer weiter fortschreitender Reduktion.
In den frühen 1960er Jahren entstanden überlebensgroße, wuchtige, blockhafte, geschlossene Körper aus Basalt- oder Rotlava, Tuff, Stein, mit kantigen, senkrechten Abarbeitungen; die Senkrechte war lange ihr formales Prinzip, die durch diagonale Einschübe „gestört“ und so in Spannung versetzt wurde. In ihren begehbaren Bodenplastiken aus Stahl verarbeitete sie Einflüsse der Minimal Art für sich, ebenso wie in den Holzplastiken aus verschränkten Latten, die für die Akzentuierung von Raumecken gedacht waren.
Ihre siebenteilige Skulpturengruppe stand ursprünglich zwischen Stadtverwaltung und dem ehemaligen Hortengebäude in Hagen und wurde, nach dem Abriss des Rathauses im Ferdinand-David-Park im September 2004 neu aufgestellt.
Ende der 1970er, Anfang der 1980er Jahre standen dreidimensionale Papierarbeiten im Mittelpunkt, Collagen aus geschnittenem Karton, Arbeiten mit Papyrusblättern, in denen sie mit der Nadel einzelne Stränge herauszog und die Blätter so perforierte, dass in einer Materialverwandlung der Papyrus wie ein textiles Gewebe wirkte. Ab 1979 rollte sie Papierteile und setzt sie auf diese Weise in Bewegung, durch Einstiche entstanden leichte Wölbungen; hierbei kalkulierte sie die Licht- und Schattenwirkungen mit ein, die eine neue Stimmung in die sonst so strengen Arbeiten brachte.

## Ausstellungen (Auswahl)
Eva Niestrath-Berger beteiligte sich unter anderem an Ausstellungen in Museen in Dortmund, Teheran und Kairo.
Weiterhin nahm sie teil:
- 1955: Ausstellung gemeinsam mit Harry Fränkel in den Lukas-Kunststuben Bernd Clasing in Münster;
- 1960/1961: Ausstellung gemeinsam mit Dietrich Helms in der Galerie Seide in Hannover[9];
- 11. April 1975 bis 25. Mai 1975: 23. Jahresausstellung des Deutschen Künstlerbunds im Museum am Ostwall in Dortmund[10];
- 1982: Neue Arbeiten 1979–1982 in der Galerie Loehr in Frankfurt / Alt Niederursel[11];
- 29. Januar 1993 bis 14. März 1993: Werke im Karl Ernst Osthaus-Museum in Hagen;
- 21. März 1993 – 30. April 1993: Eva Niestrath – vier Räume im Märkischen Museum in Witten;
- 7. Mai 1993 – 13. Juni 1993 im Museum St. Wendel, Mia-Münster-Haus in St. Wendel;
- November 1994 bis Mai 1995: Ausstellung einiger Werke im Außenbereich des Laboratoriums am Institut für aktuelle Kunst im Saarland an der Hochschule der Bildenden Künste Saar in Saarlouis[12];
- 14. Januar 2012 bis 18. Februar 2012: Papier konkret in der Galerie Grewenig in Heidelberg[13];
- 2014/2015: Gedenkausstellung im Roten Haus in Hagen;
- 2017: Ausstellung Idee und Materie in der Ardenku-Galerie in Hagen. 50 Arbeiten, größtenteils in den 1980er-Jahren entstanden, waren zu sehen[14];
- 2. Oktober 2021 bis 20. Februar 2022: Anders normal! Revision einer Sehschwäche im Märkischen Museum in Witten[15].

## Kunst am Bau
Eva Niestrath-Berger schuf mehrere große Plastiken, Bronzereliefs und Werke in verschiedenen anderen Materialien. Insgesamt befinden sich 17 Arbeiten von ihr in Hagen im öffentlichen Außenraum, in verschiedenen Hagener Schulen, im Rathaus der Stadt und in einigen anderen öffentlichen Einrichtungen.

## Ehrungen und Auszeichnungen
1991 erhielt Eva Niestrath-Berger den Karl Ernst Osthaus-Preis.

## Mitgliedschaften
Eva Niestrath-Berger war Mitglied in der Künstlervereinigung Hagenring und von 1956 bis 1958 Mitglied der Künstlervereinigung Dortmunder Gruppe.